# Henriette von Schorn

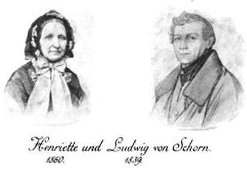
Das Ehepaar Henriette und Ludwig von Schorn

Henriette von Schorn geborene Henriette Wilhelmine Auguste Freiin von Stein (* 1807 in Nordheim (Grabfeld); † 1869 in Weimar) war eine deutsche Dichterin, Märchensammlerin und Salonnière. Sie schrieb auch unter dem Pseudonym H. Nordheim.

## Leben
Henriette von Schorn war die Tochter des Gutsbesitzers Friedrich Georg von Stein und dessen Ehefrau Caroline Oktavie Louise, geborene von Berckheim (1771–1842).
Sie zog 1831 nach Weimar und war dort Hoffräulein der Großherzogin Maria Pawlowna. In Weimar lernte sie den Kunsthistoriker Ludwig von Schorn kennen. Sie verlobten sich trotz der Bedenken der Stein’schen und der großherzoglichen Familie: „Es war ein unerhörtes Ereigniß, daß ein Hoffräulein, eine Tochter aus altadeligem Geschlecht, einen Bürgerlichen heirathen sollte.“ Der regierende Großherzog Karl Friedrich verlieh ihrem Mann den Adelstitel und beide heirateten im Jahr 1839. Anfang des Jahres 1841 wurde ihre gemeinsame Tochter geboren, die spätere Schriftstellerin Adelheid von Schorn. Knapp ein Jahr nach der Geburt der Tochter starb Ludwig von Schorn an einem Brustleiden.
Henriette von Schorn pflegte Kontakte zu vielen Personen des Weimarer Bildungsbürgertums. Dazu gehörten unter anderem Hans Feodor von Milde, Rosa von Milde, Peter Cornelius, Hoffman von Fallersleben, Louise Seidler, Carolyne zu Sayn-Wittgenstein und Franz Liszt. Sie schrieb Dichtungen für die Die Gartenlaube, die Leipziger Allgemeine Modezeitung, das Weimarer Sonntagsblatt und die Münchener Hauschronik. Für die Märchensammlungen von Ludwig Bechstein wurden einige ihrer Märchendichtungen unter dem Pseudonym H. Nordheim veröffentlicht.
Henriette von Schorn erlitt im Mai 1869 einen Schlaganfall. Sie starb einige Tage später und wurde auf dem Historischen Friedhof Weimar beigesetzt.

## Werke (Auswahl)
- Lieder und Sprüche. Weimar 1854 (unter dem Pseudonym H. Nordheim)
- Ländliche Skizzen aus Franken Weimar 1854 (unter dem Pseudonym H. Nordheim)
- Geschichten aus Franken 1902 (posthum)